# 義認
義認（ぎにん、ラテン語: Justificatio, 英語: Justification）とは、キリスト教において神によって人が義と認められることである。ただし、教派によって相違がある。カトリック教会の伝統では義化（ぎか）と表現されるが、義認とも読み替えられる。
ビザンティン神学（正教会）は、ローマの信徒への手紙とガラテヤの信徒への手紙において表明されたパウロの義認論に対し、意義をもつ洗練化をしていない。

## 歴史
宗教改革のプロテスタント三大原理は聖書のみ、信仰義認、万人祭司である。
プロテスタントが信仰義認を神の恵みと信仰のみにより、神が人を義と宣言される一度の出来事ととらえるのに対し、義認を過程と考えたカトリック教会は、トリエント公会議でプロテスタントの信仰義認の教理を断罪した。またプロテスタントは全的堕落後の人間が善を行う力を持つことを否定したが、カトリック教会は神人協力説を唱えた。
現代のエキュメニカル運動において、ローマ教皇を中心とするカトリック教会とエキュメニカルな一部のプロテスタントは義認の教理についての共同宣言を出したが、義認の教理については歴史的な相違があり、この共同宣言の受け入れを表明したプロテスタントの存在が、多く知られているわけではない。

## 教派による相違
| 教派               | 過程 あるいは 出来事 | 神、人     | 救い                         | 義認 と 聖化                     |
| ローマ・カトリック | 過程                 | 単働説     | 大罪によって失われる         | 過程                             |
| ルター派           | 出来事               | 聖霊の働き | 信仰を失う                   | 義認と聖化を分ける。             |
| メソジスト         | 出来事               | 神人協力説 | 失う                         | 聖化の強調                       |
| 改革派             | 一度限り             | 聖霊の働き | 失われない（聖徒の永遠堅持） | 義認と聖化は別。キリストとの結合 |